# Ceratocystis platani
Ceratocystis platani är en svampart som först beskrevs av J.M. Walter, och fick sitt nu gällande namn av Engelbr. & T.C. Harr. 2005. Ceratocystis platani ingår i släktet Ceratocystis och familjen Ceratocystidaceae.   Inga underarter finns listade i Catalogue of Life.